# Josa maura
Josa maura là một loài nhện trong họ Anyphaenidae.
Loài này thuộc chi Josa. Josa maura được Eugène Simon miêu tả năm 1897.